# Posible
Posible es todo aquello que puede ser, que puede existir, que existe o que puede suceder. Puede definirse como potestad esencial: ser es posible siendo, hacer es posible haciendo, etc. Podemos considerar el caso de una, de las dos o las tres o las cuatro cosas juntas o separadas. Entre ellas existen estas relaciones:
- Lo que existe, por el mero hecho de existir, es posible y al mismo tiempo es real.
- Antes de existir era posible; por tanto el posible era (algo); por lo mismo ahora hay, son, posibles muchas cosas aunque en el momento presente no existan.
- De entre todas las cosas posibles las hay que pueden existir y las hay que no podrán pasar a la existencia en las condiciones actuales de la existencia posible, aunque teóricamente mantengan su posibilidad. (Pegaso, el caballo con alas, puede existir teóricamente, pero de hecho, en las condiciones actuales, no es posible su existencia). Otras son radicalmente o esencialmente imposibles (el cuadrado redondo).
- Si el posible no existía y ahora existe es porque ha sucedido su existencia; lo que supone la existencia previa de las condiciones, las causas, que han producido este suceso en el mundo.

## Los problemas
- El ser posible ¿es algo antes de la existencia, o solo es algo en el pensamiento de quien piensa en su posibilidad?

Lo posible entonces es únicamente un componente lógico del pensamiento.
- El ser posible ¿es algo nuevo sobre la existencia de lo real, o simplemente es una modificación de lo existente en un proceso de sucesión de las causas?

En este caso solo existe una actualidad existente que incluye toda posibilidad en sus modificaciones. "Nada hay nuevo bajo el sol".
- Filosóficamente el concepto de lo posible plantea los modos de ser: Lo Necesario, lo posible y lo real (existente) y la lógica modal.
- Asimismo plantea el problema de la acción de las causas como potencia o capacidad de producir algo nuevo:

¿Es posible "algo nuevo" o está todo dado o está haciéndose?.
- Lo que viene a plantear el clásico problema de lo Uno y lo múltiple y el problema de la creación.

Planteado con crudeza el problema sería:
- La realidad existente es una concreción dentro del ámbito de la posibilidad.

O por el contrario:
- La posibilidad es una derivación de lo realmente existente; solo cuando existe podemos considerar que ha sido posible.

Finalmente:
¿Existe relación entre lo posible y lo real? ¿Cómo puede ser dicha relación?

## Lo posible a lo largo de la Historia de la Filosofía
La postura radical de Parménides plantea la cuestión de una forma que no admite más que una única respuesta: El Ser es y el no-Ser, no es.
Los megáricos consideraban una única posibilidad lo “actual”, lo que existe.
Heráclito, el oscuro, como algunos le apodaron, mantenía que no existe el ser sino el devenir.

### La solución platónica
Platón ofrece una solución lógica: se explica la inteligibilidad de la realidad por comprensión de conceptos, mediante las ideas; pero deja sin explicación el mundo material, el mundo sensible de las causas materiales sometido al tiempo, a los cambios, a lo posible. Las ideas son la verdadera realidad como mundo verdadero; el mundo material no es más que un mundo de sombras de las ideas, mundo falso de meras apariencias.
Para Platón existen las ideas, las formas separadas, eternas, universales, perfectas, como posibilidades del mundo material, (modelos que modelan la materia mediante una forma), con independencia de cualquier materia, e independiente de la acción de las causas materiales. Existe “el hombre en sí” o, si preferimos en abstracto “la Humanidad” en sí, como causa ejemplar (modelo) que explica y fundamenta la esencia de cada uno de los hombres individuales.
La idea de hombre constituye la “posibilidad” de existencia material de los hombres individuales. La idea universal, como género o especie se individualiza en su unión con la “materia” a la que da “forma”. Pero lo posible no es más que una sombra, una mezcla inexplicable de ser (forma) y no-ser (materia), de lo que Platón no acaba de dar una explicación convincente.

### Solución aristotélica
Aristóteles introduce la noción de posibilidad como puente entre el no-ser y el ser parmenideano. Lo que no es pero puede ser, es posible.
Pretende superar la radical separación entre el ser y el no-ser a través del cambio o movimiento. Se vale para ello de la dualidad "forma-materia" de Platón y un esquema lógico de “potencia-acto” de manera genial aunque tautológica en lo referente a la potencia o posibilidad.
Consideró la “potencia” (το δυνατόν) en dos sentidos, como “potencia” y como “posibilidad”.
El sentido aristotélico se dirige hacia la explicación del movimiento como “potencia” aplicado al devenir como cambio o movimiento producido por las causas, y consiste en la actualización de lo posible en tanto que posible, lo que otorga la total primacía a lo actual existente sobre lo posible.
Lo posible depende de lo actual, de lo existente. El posible aristotélico depende de lo mundano material y existente sometido al régimen de la causalidad. Lo posible se encuentra en la materia en cuanto es capaz de recibir muchas formas.
Aristóteles considera el devenir de cuatro maneras posibles con las siguientes consideraciones:
De algo a no-algo es la corrupción.
De no-algo a algo es la generación.
De no-algo a no-algo no tiene ningún sentido pues no son términos ni contrarios ni contradictorios y por tanto no tienen definición comprensible.
De algo a algo, lo que supone y exige la actualidad previa existente y hace posible el cambio o movimiento.
El movimiento aristotélico se define como: el paso de lo posible a lo actual, existente, en tanto que posible. Pues deja de ser posible lo que ya es acto, existente.
| Explicación del movimiento según la teoría aristotélica La semilla de manzano, como posible árbol manzano, mantendrá su vida y movimiento hasta hacerse árbol-manzano siempre y cuando interactuando con las causas naturales se actualicen las potencialidades contenidas en su forma sustancial, como manzano. En caso contrario dicha semilla perderá su capacidad de desarrollo desapareciendo mediante la corrupción reintegrándose materialmente en la materia anterior que recibió aquella forma. Lo que hace posible la generación de un nuevo manzano es que otro manzano anterior haya producido semillas de nuevos manzanos, reproduciendo la forma sustancial invariable y eterna, siempre en un proceso eterno sometido a la sucesión de las causas. Por ello la actualidad es anterior a la potencia; lo actual es condición de lo posible. Y el mundo es eterno en un movimiento en que las formas sustanciales permanecen invariables. |

Las sustancias, las cosas reales, son materias  (potencia) que se “actualizan” en el movimiento cambiando las formas accidentales (actos) por la acción de las causas mientras permanece la sustancia primera con su forma sustancial de cada cosa.
El tema de la generación y corrupción de las sustancias se explica mediante el hilemorfismo: constitución de los seres en su sustantividad material. Se recurre para ello al concepto de materia prima, como pura potencia de ser, “posibilidad pura” sin ser ni poseer ninguna determinación, lo que hace de la noción de materia prima algo incomprensible; pues su definición se convierte en algo meramente negativo. Por lo que, en definitiva, el movimiento en cuanto a su fundamento último acaba fundado en una falacia conceptual.
¿Existen las formas sustanciales separadas, como universales, perfectas, como posibilidades del mundo existente con independencia de cualquier materia, e independiente de la acción de las causas? ¿existe “el hombre” o, si preferimos en abstracto “la Humanidad” en sí?
Para Aristóteles, no, pues no es concebible un algo existente sin materia, salvo el Acto Puro o Primer Motor, causa de todo el movimiento sin ser movido, por lo que el mundo es eterno y las formas se reproducen en un movimiento sin fin, atraídos por la perfección del Primer Motor como causa final de la perfección de las formas.

### Edad Media y cristianismo
En la Edad Media el pensamiento cristiano continúa la tradición neoplatónica del mundo de las ideas de Platón. Pero este mundo ahora tiene un fundamento en la mente divina. Dios es actualidad plena y fuente de la creación material del mundo “de la nada”, y este, el mundo, responde a dichas ideas divinas como esencias encarnadas en la materia según el plan de la Divina Providencia.
Lo posible tiene realidad en la mente divina puesto que para Dios todo es presente pues en Él no tiene sentido el tiempo. Lo posible mundano encuentra su realización en la sucesión de las causas en el tiempo a partir de la acción de Dios como Creador del mundo "de la nada".
Santo Tomás extendió el esquema “potencia-acto”, que Aristóteles aplicó al problema del movimiento, a la distinción lógica de “esencia-existencia” planteado por Avicena. Fundió así un solo sistema platónico-aristotélico. Es el pensamiento que ha permanecido en lo que se ha llamado "filosofía tradicional", en occidente, también llamada aristotélico-tomista y a veces, impropiamente, escolástica.
En este sistema lo posible responde por un lado al Plan Divino en la mente de Dios, pero al mismo tiempo sucede conforme a la acción de las causas materiales, siendo Dios al mismo tiempo Causa Primera y Final.
Los escolásticos distinguieron entre esencia “intrínsecamente posible” y “extrínsecamente posible”.
Pegaso, en tanto que caballo con alas es una “esencia” intrínsecamente posible, por cuanto las notas que caracterizan su concepto no implica contradicción. Es por tanto un ser “posible”.
Por el contrario un “cuadrado redondo” es imposible por cuanto las notas esenciales de “ser cuadrado” son incompatibles, como contradictorias con la esencia de “ser redondo”.
Una esencia extrínsecamente posible, es cuando su posibilidad está condicionada a la acción de las causas. El pegaso, como caballo con alas, es posible pero su posibilidad por la acción de las causas, de hecho, la hacen “imposible”.
Mi tataranieto, en cambio, dependerá en su existencia de la acción de su padre y madre, de su abuelo y abuela, de su bisabuelo y bisabuela y finalmente mía y alguien más; lo que dada la interdependencia de las condiciones materiales de la experiencia, lo hacen realmente posible como posibilidad de existencia dependiente de las causas.

### Lo posible en la Edad Moderna
En la Edad Moderna las ideas, como principios de la realidad objetiva, independientes de la existencia mundana, ha sido mantenido por Descartes y los racionalistas y suele estar presente en los idealismos y logicismos matemáticos llegando hasta la Edad Contemporánea.
Spinoza llega a pensar que lo real es real en tanto en cuanto ha sido posible, reduciendo la posibilidad real a la ideal como un “posibile logicum” donde el “orden y conexión de las ideas, entendidas como elementos simples e irreductibles, es igual al orden y conexión de las cosas”. Orden que se sustenta en Dios, Causa Necesaria y Necesitante de lo real, (Natura naturans – Naturans naturata), en un logicismo real y absoluto, pues Dios es tanto Naturaleza como su Ley y al mismo tiempo Dios, (Sive Deus sive Natura) en una unidad del pensamiento y el ser-real.
Los racionalistas consideran las ideas innatas como principios independientes de la experiencia (por ejemplo los principios matemáticos, la idea de sustancia, idea de causa-efecto etc.) mediante los cuales organizamos el conocimiento sensible en conceptos llenos de sentido. En definitiva se mantiene la idea de un Dios que funda la verdad del conocimiento y siembra en nuestro entendimiento unas semillas, ideas innatas, formas o principios del conocer, que organizan la experiencia del mundo de forma universal (conceptual) ordenada y comprensible, en cuyo ámbito se da la posibilidad de lo real.
Leibniz habla de la “composibilidad”, considerando que, sobre el fondo de lo posible en la mente divina, únicamente las mónadas que puedan ser por sus notas constitutivas simultáneamente existentes, es decir “composibles”, pueden constituir un “mundo”. De entre los infinitos mundos posibles, solo uno, regido por una “armonía preestablecida” ha sido el elegido por Dios en su Divina Providencia que, de “entre todos los mundos posibles”, ha elegido “el mejor”.

#### El racionalismo y la ciencia moderna
Lo verdaderamente importante en el pensamiento racionalista es que justifica racionalmente la existencia de una ciencia de la experiencia que se está desarrollando en esta época a través de su método de análisis, fundamentado en el modelo del pensamiento matemático: Galileo, Kepler, Descartes, Torricelli, Pascal, Leibniz, y finalmente Newton
El conocimiento, que “explica la experiencia” es la ciencia moderna, que comprende y explica la Naturaleza como sometida a los principios de la razón y del análisis y cálculo matemático. A partir de ese conocimiento científico el hombre domina a la Naturaleza mediante la técnica, una vez conocidas sus leyes. La ciencia tradicional, cualitativa y especulativa hasta entonces, deja paso a una ciencia cuantitativa sometida a la lógica de la medida y el orden matemático que justifica los hechos de la experiencia del mundo.
Las leyes empíricas permiten “predecir” el POSIBLE comportamiento de los seres materiales. Esto es nuevo en cuanto a lo que supone de reflexión teórica. Hasta la Edad Moderna esta capacidad había sido relegada a las artes y artesanía.
La física de Newton, como teoría universal supuso la culminación de este sentido de ciencia empírica y no especulativa; ciencia cuantitativa sujeta a la medición y al cálculo. La ciencia permite concebir teóricamente lo posible, en su relación con lo real, no como algo meramente lógico del pensamiento.

#### El empirismo escéptico
Frente al racionalismo, los empiristas aceptaron la posibilidad ligada únicamente a la actualidad de la existencia, y en relación directa con las causas, entendidas éstas como mera sucesión de fenómenos en la conciencia del sujeto, sin poder precisar su conexión con lo real.
La única fuente de conocimiento es la experiencia y por tanto solo se da un conocimiento a posteriori; no es posible la determinación conocida como ley que rija la sucesión de los fenómenos. La propia noción de causa, como idea compleja, no procede de la experiencia y por tanto no es elemento cognoscitivo, sino de la reflexión de la propia mente que de esta forma interpreta y organiza su experiencia subjetiva sin garantía de objetividad.
Hobbes, pero sobre todo Hume, llegó a considerar la ciencia solamente como una “expectativa racional” imposible de justificación lógica. Solamente la experiencia es fuente de conocimiento y lo posible solo puede ser concebido como expectativa de una experiencia futura basada en el hábito o costumbre en el sentido de “hasta ahora ha sido así”. No es posible la determinación legal del posible "a futuro".

#### El pensamiento crítico en la Ilustración
El hecho de la existencia real y empírica de la ciencia con su grado de “predicción” de fenómenos futuros, plantea en la Ilustración una nueva reflexión sobre la posibilidad, a partir de la crítica.
Kant da un paso más en la justificación de la ciencia. El mundo se nos ofrece fenoménicamente conforme a unas leyes que nos permiten la predicción científica. Pero esa predicción, meramente fenoménica, se fundamenta en condiciones a priori de la experiencia de manera subjetiva según determinados principios del pensar:
1.- Lo que concuerda con las condiciones formales de la experiencia es POSIBLE
2.- Lo que está en interdependencia con las condiciones materiales de la experiencia es Real
3.- Lo determinado por condiciones universales de la experiencia es Necesario
Ahora bien, si la ciencia únicamente tiene sentido como conocimiento empírico, dejamos fuera de dicho conocimiento lo que está fuera del conocimiento del encadenamiento temporal de los fenómenos.
Todo lo que podemos pensar sin depender de la experiencia es considerado como noúmeno, más allá del fenómeno, del que cabe una reflexión de ideas pero dicha reflexión no constituye conocimiento científico: es la metafísica, no la ciencia.

### La Edad Contemporánea
Los idealismos y el método dialéctico filosófico intentan mostrar lo real en sí mismo como un devenir en cuyo seno se desarrolla lo posible:
- en su componente lógico-formal en unos casos o incluyendo lo material.
- en lo material (materialismos)
- o ambos, lo lógico-formal y material en una unidad absoluta, idealismo absoluto, Hegel.
El saber de lo posible, como ciencia, se considera condicionado por la Historia misma como devenir humano, bien sea considerado este una determinación cultural, una determinación de la Vida, o una posibilidad de la existencia humana.
El hecho científico de la Evolución biológica rompe definitivamente y de modo indubitable la idea de la inmutabilidad de las formas o especies y fundamenta de forma epistemológicamente válida la visión de lo posible como devenir de lo actual, según una sucesión de fenómenos condicionados, que se postula como una visión de todo el Universo.
En el siglo XX, la independencia definitiva del conocimiento científico de la fe religiosa y de todo postulado metafísico, considera lo posible como un modo de ser que se constituye según estas hipótesis:
- Un Universo evolutivo en sí mismo; un devenir en cuyo seno se desarrolla lo posible.
- Lo material y lo mental representan ámbitos diferentes de la misma realidad.
- Lo real como "termino a quo" se interpreta por el conocimiento según unos determinados esquemas y procesos de semiosis y significación a través del pensamiento y el lenguaje, como un formalismo cognoscitivo, no meramente lógico-formal sino con contenido concreto material.
- El significado y el lenguaje, y por tanto el pensamiento, suscitan problemas sobre contenidos que están más allá de lo experimental y de la propia existencia, como apertura de la conciencia.
- Dichos contenidos representan ámbitos humanos cada uno con toda su importancia aunque no entren dentro, o superen, los contenidos del estricto conocimiento científico: el arte, las creencias, lo religioso, la moral, las ideologías… y especialmente la propia filosofía.
- El espíritu considerado como apertura a las consideraciones propias de la libertad individual y de la colectividad cultural, supera las limitaciones de un cientificismo positivista estrecho propio del siglo XIX y comienzos del XX.
- El campo de la ciencia aunque delimitado en el ámbito de la “experiencia posible”, se genera dentro del juego de la creatividad humana, de la cultura y de la Comunidad científica en un universo abierto y una sociedad abierta.

## Lo posible en la ciencia actual
Lo posible únicamente es concebible en función de un orden. Lo que nos lleva de la mano al concepto de límite y medida.
La filosofía tradicional ha contemplado dos órdenes diferentes e incomunicados: el orden lógico con referencia al pensamiento, y el material con referencia a lo sensible, a la experiencia. Ambos imponían unos límites y unas medidas radicalmente diferenciadas: materia-alma; experiencia-pensamiento; res cogitans-res extensa; cuerpo-espíritu. Sobre estos órdenes hemos hasta ahora considerado lo posible, y es el orden normal en el que social y culturalmente vivimos, en una dualidad y tensión de órdenes que la ciencia difícilmente puede culturalmente unificar.
El orden lógico del pensamiento se funda en las relaciones entre los conceptos y estas relaciones se convierten así en la medida de su contenido. Un concepto establece un orden en la interpretación del mundo de la experiencia. La comprensión se hace posible a través de un concepto de orden superior: del individuo a la especie, de la especie al Género (en sentido lógico) y de este al género superior y en sucesivas medidas y órdenes hasta la idea o concepto del Todo. Que ese Todo, o ese concepto general que comprende sea solo una idea como un orden del pensamiento o una realidad es la problemática del orden lógico.
El orden del conocimiento avanza del orden inferior al superior. Se parte de la experiencia concreta al concepto general por inducción; y por comparación y relación de conceptos a conceptos de géneros más amplios mediante teorías cada vez más generales. La ampliación del conocimiento solo es posible en el ámbito de teorías que abarcan mayores ámbitos o mundos de experiencia posible. Este proceso constituye la comprensión.
La explicación, en cambio, se fundamenta en sentido contrario, del orden superior de una teoría, al orden inferior mundano; y solo se puede aplicar a conjuntos de objetos de experiencia posible determinados en el ámbito de una teoría.
La deducción que va de lo general a lo particular es un orden lógico tomado como garantía de verdad cuya validez se sustenta en la ciencia cuando esta es capaz de explicar lo concreto y material de la experiencia posible conforme a una teoría universal en su ámbito. Para la consistencia de una teoría el análisis es fundamental y su herramienta más preciada es el análisis lógico-matemático.
Cuando una teoría puede convertirse prácticamente en cálculo es cuando su lógica es indiscutible. El cálculo es por ello una herramienta importantísima en el desarrollo de la ciencia.
El orden de la experiencia, por el contrario, se fundamenta en la percepción del espacio y la materia y la sucesión en el tiempo, considerando ambos, el espacio y el tiempo como realidades objetivas. En este orden de la experiencia el método de conocimiento es la generalización de la experiencia mediante la inducción.
Mientras el análisis lógico procede de concepto en concepto, de verdad en verdad indubitable, por medio de la deducción, la experiencia procede a la generalización elaborando los conceptos y accede a una verdad probable por la inducción.

### La ruptura del orden tradicional en la Física
La física actual, a partir de la teoría de la Relatividad y de la física cuántica, rompe con los límites de las medidas tradicionales, sugiriendo órdenes completamente nuevos dentro del campo de la experiencia posible.
A partir de la teoría de la relatividad la idea de una materia entendida como cuerpo extenso no tiene sentido. La idea de corpúsculo como extensión muy muy muy pequeña queda superada por la concepción de la partícula-onda. La posibilidad de un cuerpo rígido extenso supondría la existencia de señales más rápidas que la velocidad de la luz.
La relatividad nos muestra que ni las partículas puntuales ni los cuerpos rígidos pueden ser tomados como conceptos primarios sino como percepciones sensibles que, en realidad, interpretan “sucesos y procesos” como un conjunto unitario dentro de un determinado campo en el que nosotros mismos, como realidad, intervenimos como parte. Esta interpretación en una unidad se realiza dentro de un mundo posible. En la ciencia ese mundo viene determinado por una teoría generalmente dentro de un paradigma; en la vida ordinaria su consistencia como interpretación suele depender de unas creencias del tipo más variado, según contextos. Esa unidad sensible de las notas que le constituyen como unidad, como significado, es lo que indentificamos mediante un concepto tras un complicado proceso de elaboración del conocimiento y a lo que le colocamos un símbolo lingüístico.

### Lo posible como suceso en la Física[27]

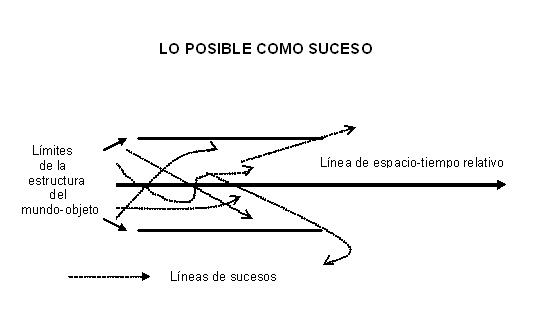

La imagen presenta una medida de espacio-tiempo relativo a una estructura, lo que en la experiencia podríamos llamar objeto, que ha de interpretarse ahora como un mundo.
Mundo aquí se refiere a un ámbito de percepción. Tanto puede ser el sistema solar, como una piedra, independientemente de que ambos, a su vez, no sean más que un mundo limitado dentro de otro mundo.
Dentro de los límites están sucediendo diversos sucesos indicados por las líneas flechadas dentro de esos límites. Esos sucesos continúan su proceso en otros mundo-estructuras cuando la estructura estable del así considerado objeto, desaparece.

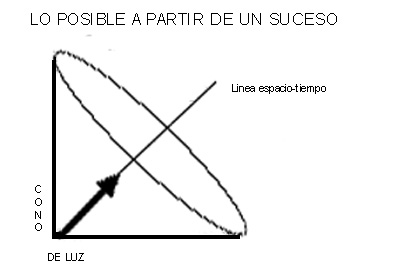

Lo posible entonces es lo que “puede suceder” dentro de un mundo determinado, teniendo en cuenta que para nosotros, para nuestro conocimiento solo es cognoscible aquello que pueda ser determinado como objeto en la “interpretación intermediada por la experiencia”, si bien gracias a la capacidad teórica de la ciencia podemos ampliar la experiencia a “objetos de la experiencia posible” cada vez en ámbitos más generales.
Las teorías físicas más avanzadas intentan explicar teóricamente los sucesos dentro del ámbito del universo así como del ámbito de lo “ínfimo”, entendido esto como “suceso elemental”.
En lo elemental, según la física, el suceso genera su propia posibilidad en el límite de la velocidad de la luz, en su “cono de luz” en la línea de sucesión de su línea de espacio-tiempo. Al contemplar la realidad como un conjunto de procesos que a su vez son conjuntos de procesos hasta los sucesos elementales, el mundo de la experiencia aparece como una “interpretación” del conocimiento humano comprendido como “concepto” que se escapa a la ciencia física.

## Conclusión
El Universo como un Todo y sus posibilidades se escapa al conocimiento científico en cuya reflexión sigue apareciendo el misterio de lo humano, más allá de lo científico. 

Línea universo

Cuándo la experiencia posible sea un objeto de la mera imaginación o especulación y cuándo es objeto científicamente posible y cuando es un verdadero saber, no siempre es fácil determinarlo; por ello los métodos de investigación y la comunidad científica adquieren el papel de juez sancionador en el conocimiento científico. Inevitablemente el conocimiento científico tiene también un componente social y cultural inevitable.
No obstante, podemos considerar criterios de racionalidad que sustenten unas determinadas teorías sobre otras. Dicho en otras palabras unas son más "razonables" que otras, en el sentido de que encuentran una justificación "mejor" en el sentido de más adecuada. Esto abre a la ciencia al mundo de los valores y su realización posible, pues en definitiva acabamos considerando unas mejores que otras.

El hecho es que si consideramos la idea de aceptabilidad racional que se revela al examinar cuáles son las teorías científicas que tanto los científicos como la gente de la calle consideran racionalmente aceptables, entonces observaremos que el propósito de nuestra actividad científica es construir una representación del mundo que tenga las siguientes características: eficacia instrumental, coherencia, alcance comprensivo y simplicidad funcional.
Putnam. op. cit. pp. 137-138. Sin cursivas en el original